# Josef Švagrovský
Josef Švagrovský (30. prosince 1878 Roudnice nad Labem – 5. června 1943 Praha) byl český právník, legionář a diplomat.

## Život
Před první světovou válkou působil jako advokát v Praze a Mělníku. V srpnu 1914 přeběhl do ruského zajetí a následně působil v legiích. V červnu 1918 byl v Moskvě uvězněn bolševiky. Po návratu do vlasti organizoval pomoc legionářům a zajatcům za hranicemi. Od dvacátých let působil na ministerstvu zahraničí a v diplomatických službách, v letech 1923–1928 byl vyslancem v Japonsku a v letech 1933–1938 vyslancem v Brazílii.

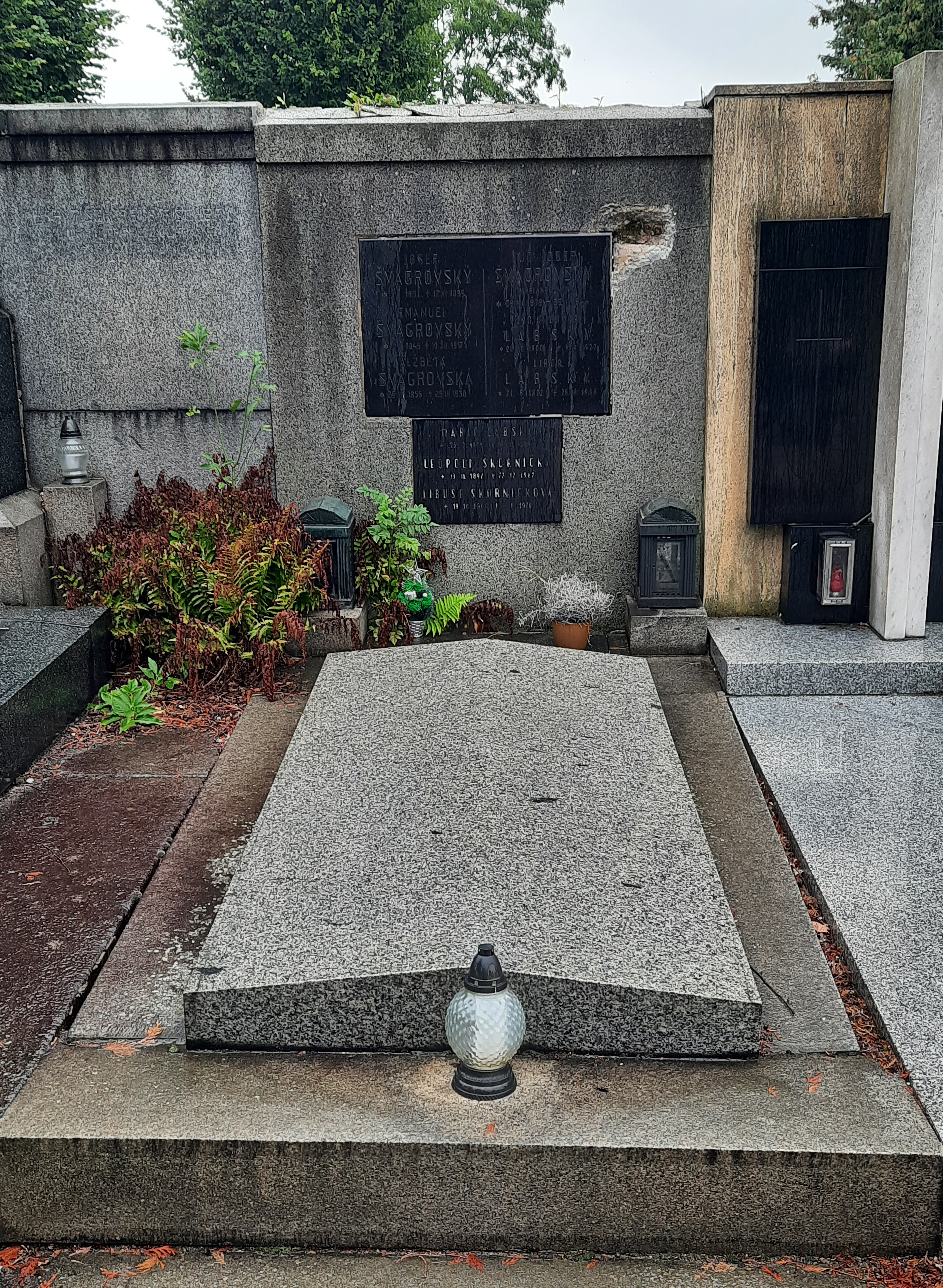
Rodinná hrobka Josefa Švagrovského na Městském hřbitově v Roudnici nad Labem